# Willi und die Windzors
Willi und die Windzors ist eine deutsche Komödie aus dem Jahr 1996. Persifliert wird das britische Königshaus, dessen Mitglieder sich plötzlich in einer Reihenhaussiedlung in Hannover wiederfinden und versuchen, sich dort an die neuen Lebensumstände zu gewöhnen.

## Handlung
In Großbritannien wird die Monarchie abgeschafft, die Königin und ihre Verwandten müssen ins Exil. Die einzige Ausnahme bilden Fergie und Prinz Andrew, da Fergie noch ihre Schulden abarbeiten muss. Da die Royals in den anderen europäischen Königshäusern nicht unterkommen, bleibt nur noch das Asyl bei den ahnungslosen Möbelhausbetreibern Bettenberg in Hannover.
Else Bettenberg und ihr Sohn Willi sind überrascht, als nachts die Verwandten samt Polizeieskorte auf der Matte stehen. Ein kleines bisschen stolz nehmen die Bettenbergs die englische Verwandtschaft bei sich auf, was natürlich zu Verwirrungen und Problemen führt, denn einen königlichen Lebensstandard können die Bettenbergs nicht bieten. Zudem sind die Royals praktisch pleite, weil ihr Vermögen von der neuen englischen Republik eingezogen wurde. Else und Willi müssen deshalb mit der Haushaltskasse aushelfen.
Und dann ist da noch das riesige Medieninteresse vor allem an Diana und Charles. Charles interessiert sich allerdings mehr für Willis Freundin Ulrike, eine Reitlehrerin mit militärischem Umgangston, und die anstehende Kommunalwahl, bei der er sich zum Bürgermeister wählen lassen will, während sich Diana anscheinend in Willi verguckt hat. Die Verwirrung löst sich erst, als die prominenten Verwandten beim Pferderennen punkten und somit die nötigen finanziellen Mittel erlangen, um Charles’ Wahl zum Bürgermeister Hannovers zu finanzieren.
In England kämpft der republikanische Premierminister inzwischen mit einer Krise, denn Einnahmen fehlen. Immerhin hatte die königliche Familie den Tourismus gefördert. Als der Bankrott droht, versucht der Premierminister, die königliche Familie zur Rückkehr zu bewegen und bietet Charles die Wiedereinführung der Monarchie an. Charles entscheidet sich jedoch dafür, Bürgermeister in Hannover zu bleiben. Auch die übrige königliche Familie bleibt in Niedersachsen. Auf Grund von Charles’ Verzicht und des Erbrechtes wird nun Willi zum König und Oberhaupt des Commonwealth und Diana zu seiner Gattin und Königin. Das Möbelhaus Bettenberg wird von Fergie und Andrew übernommen.
Die Außenaufnahmen zum Film fanden auf dem Schloß Bückeburg und dem auf dem Gelände befindlichen Mausoleum, die Innenaufnahmen in diversen Räumen, sowie in der Schloßkapelle desselbigen statt.

## DVD-Box
Der Film ist zusammen mit der kompletten Ausgabe von Total normal, Die Oma ist tot und Club Las Piranjas in einer DVD-Box erhältlich.

## Kritiken
„Überdrehte Komödie, die deutsches Spießertum ebenso auf die Schippe nimmt wie die Marotten und die in der Presse kolportierten Eigenarten des englischen Königshauses.“